# Paralimnophyes longiseta
Paralimnophyes longiseta är en tvåvingeart som först beskrevs av August Friedrich Thienemann 1919.  Paralimnophyes longiseta ingår i släktet Paralimnophyes, och familjen fjädermyggor. Arten är reproducerande i Sverige.